# 락앤롤 보트
《락앤롤 보트》(영어: The Boat That Rocked)는 2009년에 개봉한 영국의 코미디 드라마 영화이다. 리처드 커티스가 감독과 각본을 맡았으며, 1960년대 영국 해적방송을 소재로 삼았다. 필립 시모어 호프먼, 빌 나이, 리스 이반스, 닉 프로스트, 케네스 브래나 등이 앙상블 캐스트로 출연하였다. 유니버설 스튜디오의 의뢰를 받아 워킹 타이틀 필름스가 제작하였고 포틀랜드섬과 셰퍼턴 스튜디오에서 촬영되었다.
1966년을 무대로 한 이 영화는 북해를 기반으로 영국에 록 음악과 팝 음악을 방송하는 가상 해적 방송국 "라디오 록"과 그 배 선원들이기도 한 다방면의 디스크 자키들, 이들을 저지하려는 영국 정부를 다룬다.
2009년 3월 29일에 런던의 레스터 광장에서 세계 최초 시사회를 가진 후, 2009년 4월 1일에 영국과 아일랜드에서 개봉하였다. 개봉 후 첫 세 달 동안 제작비 5천만 달러의 5분의 1 수준인 1천만 달러 수익을 거두는데 그쳐, 영국 박스오피스에서 상업적인 실패를 맛보았다. 비평가들로부터 상반된 평가를 받았으며, 비판 대다수는 혼란스러운 이야기 전개와 2¼에 이르는 상영 시간에 집중돼있었다. 이로 인해, 북미 개봉시에 상영 시간 20분 분량을 자르고, 제목을 《Pirate Radio》로 바꾸었다. 미국에서도 2009년 11월 13일 개봉 후 8백만 달러 수익에 그치며 상업적 성공에 실패하였다. 전 세계 상영이 2010년 1월에 막을 내렸고, 영화 전체 수익은 3630만 달러에 그쳤다.

## 줄거리
1966년, 영국 무허가 해적 라디오 방송국들이 공해에 띄운 배에서 BBC 라디오에서는 틀어주지 않는 록 음악과 팝 음악을 방송하고 있다. 퇴학 당한 17살 칼은 북해에 정박한 방송국 "라디오 록"을 운영하는 대부 퀜틴을 찾아온다. 
장관 앨리스터 도먼디 경은 해적 방송국의 상업주의과 부도덕성을 문제 삼고 이를 폐쇄하기 위해 부하 도미닉을 시켜 법률상 책략을 취하게 만든다. 이들은 영국 사업체들이 해적 방송국에 광고하지 못하게 막아 라디오 록의 수입을 끊어버린다. 그러자 라디오 록은 역대 가장 유명한 DJ라 칭해지나 은퇴한 상태였던 개빈을 복귀 시켜 광고주들이 해외에서 송금하도록 유도하여 반격한다. 
어느 날 한 고기잡이배가 보낸 조난 신호가 라디오 록의 강한 신호에 막혔다는 기사가 실린다. 이처럼 해적 방송이 다른 선박의 통신을 방해한다는 점이 근거가 되어 1967년 해적 방송국을 불법으로 간주하는 해상 방송법(the Marine, &c., Broadcasting (Offences) Act 1967)이 제정된다. 이 법의 효력은 1967년 1월 1일 자정에 발동하지만 라디오 록은 굴하지 않고 계속 방송하며 저항하는데... 

## 출연
- 필립 시모어 호프먼 - "더 카운트(백작)", 미국인 DJ 역[4][5][6]
- 톰 스터리지 - "영(젊은)" 칼 역
- 빌 나이 - 퀜틴 역
- 윌 애덤스데일 - "뉴스" 존 메이퍼드 역
- 리스 이반스 - 개빈 캐버나 역
- 닉 프로스트 - "닥터" 데이브, DJ 역
- 톰 브룩 - "식(두꺼운)" 케빈 역[7]
- 리스 다비 - 앵거스 "더 넛" 너츠퍼드 역
- 캐서린 파킨슨 - 펠리시티 역
- 크리스 오다우드 - "심플" 사이먼 스와퍼드 역[8]
- 톰 위즈덤 - "미드나이트" 마크 역
- 랠프 브라운 - 히피 "스무드" 밥 실버, 심야 방송 DJ 역
- 아이크 해밀턴 - 해럴드 역
- 케네스 브래나 - 앨리스터 도먼디 경 역
- 시네이드 매슈스 - 미스 클릿 역
- 잭 대븐포트 - 도미닉 트왓 역
- 털룰라 라일리 - 마리앤 역
- 에마 톰프슨 - 샬럿, 칼의 어머니 역
- 재뉴어리 존스 - 엘리너 역
- 제마 아터턴 - 데지레이 역